# Ахметшин, Айрат Саетович
Айрат Саетович Ахметшин (род. 1973) — руководитель следственного управления Следственного комитета Российской Федерации по Нижегородской области, генерал-лейтенант юстиции (11.06.2021)

## Биография
Руководитель следственного управления Следственного комитета Российской Федерации по Нижегородской области Ахметшин Айрат Саетович родился в 1973 году в городе Казань Республики Татарстан.

### Образование
В 1995 году окончил Казанский государственный университет имени В. И. Ульянова-Ленина по специальности «Юриспруденция».

### Профессиональная деятельность
С 1999 года принят на службу в органы прокуратуры Республики Татарстан, где работал следователем, старшим следователем прокуратуры, помощником и старшим помощником прокурора Московского района г. Казани, заместителем прокурора Ново-Савиновского района г. Казани.
С 2007 по 2010 гг. занимал должность руководителя Зареченского межрайонного следственного отдела СУ СК при прокуратуре РФ по Республике Татарстан.
В 2010 году был назначен на должность заместителя руководителя СУ СК России по Республике Татарстан.
В 2017 году назначен на должность руководителя следственного управления СКР по Кировской области.
Указом Президента Российской Федерации от 06.12.2019 № 583 генерал-майор юстиции Ахметшин Айрат Саетович назначен на должность руководителя следственного управления Следственного комитета Российской Федерации по Нижегородской области.

## Награды и звания
Имеет почетные звания: «Заслуженный юрист Республики Татарстан», Почетный юрист Кировской области, Почетный сотрудник Следственного комитета РФ.
Награждён медалями: «За отличие», «За безупречную службу» III и II степени, «300 лет первой следственной канцелярии России», «За заслуги» и «За усердие в службе», «За верность служебному долгу».
Отмечен знаком отличия «Отличник следственных органов», памятной медалью «75 лет Победы в Великой Отечественной войне 1941—1945 гг.», памятной медалью «10 лет Следственному комитету Российской Федерации», юбилейной медалью "В память 800-летия Нижнего Новгорода, а также почетным знаком Кировской области за «Доблесть и усердие».
Указом Президента Российской Федерации «О присвоении воинских званий высших офицеров, специальных званий высшего начальствующего состава, высших специальных званий и классных чинов» от 11 июня 2021 года № 355 руководителю следственного управления Следственного комитета Российской Федерации по Нижегородской области Айрату Саетовичу Ахметшину присвоено высшее специальное звание генерал-лейтенанта юстиции.